# نيا بوتيديا
نيا بوتيديا (Νέα Ποτείδαια) هي مدينة في هالكيديكي في مقاطعة فوريا إلادا في اليونان.